# عبد الله القواسمي
عبد الله عبد القادر القواسمي «أبو أيمن» (1960-2003) مجاهد فلسطيني،  وقائد عسكري في كتائب عز الدين القسام الجناح العسكري لحركة المقاومة الإسلامية حماس. مسؤول عن العديد من عمليات المقاومة الفلسطينية ضد الاحتلال الإسرائيلي، والمسؤول عن العمليات الاستشهادية والمسلحة والتي أسفرت في مجموعها العام عن مقتل أكثر من (63) صهيونياً وجرح أكثر (235) صهيونياً. مما اعتبره الاحتلال آنذاك المطلوب رقم واحد لديه. قامت وحدة خاصة إسرائيلية عالية التدريب تدعى وحدة يمام باغتياله في 21 حزيران 2003.

## النشأة والتعليم
ولد عبد الله عبد القادر القواسمي في مدينة الخليل عام 1960 ودرس في مدارسها حتى نال الشهادة الثانوية العامة، والتحق بجامعة الخليل عام 1982 ولظروف اجتماعية واقتصادية لم يتمكّن من إكمال دراسته الجامعية. متزوج وله ستة أبناء أكبرهم بيان وأصغرهم عبد القادر. له من الأشقاء خمسة ومن الشقيقات أربعة.

## في سجون الاحتلال
اعتقل في المرة الأولى عام 1988 وأمضى في السجن شهرين وقد وجّهت له تهمة مقاومة الاحتلال وفي عام 1992م.
ثم اعتقل للمرة الثانية ثم ابعد مع 417 مجاهدا فلسطينيا من حركة حماس والجهاد الإسلامي، وعندما عاد مُبعدوا مرج الزهور إلى منازلهم بعد عام من الإبعاد، ولكن لم يعد عبد الله إلى منزله بل نُقِل إلى أقبية التحقيق الصهيونية وحُكِم عليه بالسجن لمدة 12 شهرا.

## إبعاده لمرج الزهور
أُبعِد إلى مرج الزهور على الحدود اللبنانية الاسرائيليلة عام 1992م، مع ثلّة من قادة حركة حماس وكان منهم أخيه عمر عبد القادر القواسمي، حيث قضى عاماً كاملاً في الإبعاد. ثم أُعيد للسجن في إسرائيل.

## في سجون السلطة الفلسطينية (حركة فتح)
وبعد مجيء السلطة الفلسطينية التابعة لحركة فتح اعتقلته عناصر المخابرات العامة في السلطة ونقلته إلى سجن أريحا المركزي.
وكانت تعاني عائلته وأطفاله للوصول من الخليل إلى أريحا أثناء الزيارة وقد عبّرت عنها المجاهدة أم أيمن بأنه إبعاد أريحا بعد إبعاد مرج الزهور حيث الحرارة المرتفعة صيفاً والبرد القارص شتاءً حيث كان أطفاله يتقيئون أثناء سفرهم للزيارة لبعد المسافة وارتفاع درجات الحرارة.

### تحت التعذيب
وفي سجون السلطة تعرّض لأشد صنوف التعذيب والشبح والعذاب النفسي، وقد قامت المخابرات الفلسطينية والأمن الوقائي بعزله في زنزانة انفرادية لمدة 130 يوماً، وقد صادف اعتقاله الأول في سجون السلطة مع الذكرى العاشرة لانطلاق حركة حماس في 14 /1/1998 وقد اعتقل معه شقيقه الأكبر الشيخ شفيق القواسمي 55 عاما وأبناؤه باسل وإيهاب وأشقائه محمد ومحمود وأحمد وعمر، واعتقلوا معهم عدد آخر من المستأجرين في البناية التي كان يقطنها القواسمة وقد تم الإفراج عن جميع المعتقلين باستثناء عبد الله الذي اتهمته السلطة الفلسطينية بتقديم مساعدات لمطاردين فلسطينيين منهم الشهيد القائد محمود أبو هنود.
وخلال 40 يوماً الأولى في التحقيق لم يسمح لأحد من أهله بمشاهدته كما لم يسمح لأحد على الإطلاق بزيارته وبعد عناء شديد وتدخلات من قبل شخصيات فلسطينية وأخرى من جمعيات حقوق الإنسان سُمح له بالزيارة تحت الحراسة المشددة.
وكانت الزيارة التي سمحت بها المخابرات الفلسطينية لمدة نصف ساعة وكانت باستمرار تحت الحراسة حيث يقوم رجل أمن فلسطيني بالوقوف بجانبهم حتى تنتهي بعد أن تقطع العائلة وأطفاله مسافة 80 كيلومتر لأجل نصف ساعة.
وقد كانت مطالب من تدخلوا لدى السلطة الفلسطينية هي نقله إلى سجن الخليل فقط لرفع المعاناة عن أطفاله وزوجته أثناء الزيارة. وبعد مدة طويلة وضع أبو أيمن تحت الإقامة الجبرية حتى اندلاع انتفاضة الأقصى حيث طورد لقوات الاحتلال الصهيونية استنادا إلى التهم التي وجّهت إليه في سجون السلطة وظل على هذا الحال حتى اغتياله.

## مطلوب رقم واحد
منذ شهر آذار 2003 اعتبرت سلطات الاحتلال الشهيد عبد الله القواسمي هو المطلوب رقم واحد، وأسندت إليه التخطيط والإعداد للعشرات من العمليات الاستشهادية، وقامت قبل استشهاده بشهرين بحملات تفتيش ومداهمات واسعة لاعتقاله.
وتقول زوجته (أم أيمن) إن جنود الاحتلال كانوا يداهمون منزلها بشكل شبه يومي ويقومون بأعمال تكسير وعربدة في المنزل وكانوا يحقّقون معها باستمرار ويسألونها عن أبو أيمن وتقول أنها تركت أثاث المنزل وملابس الأطفال بدون ترتيب وعندما لاحظوا هذا الأمر قالوا لها من الأفضل لك أن تقنعيه بأن يُسلّم نفسه.

### محاولات إغتياله
وقد قامت سلطات الاحتلال الاسرائيلي بعمليات عسكرية كثيرة ضمن محاولاتها لإلقاء القبض عليه أو تصفيته، وكانت آخرها يوم الاثنين 16 حزيران 2003 حيث قامت قوة عسكرية بمطاردته بالقرب من منطقة واد الشرق الواقعة بين بلدة حلحول وبلدة سعير شمال مدينة الخليل، وقد لاحظ المواطنون الذين تواجدوا في المنطقة رجلا يحمل في يدية حقيبتين وينسحب من المكان عبر كروم العنب، وقد قامت القوات الصهيونية في تلك المنطقة باحتجاز العشرات من الفلسطينيين لساعات طويلة.
كما قامت قوات الاحتلال بعشرات المداهمات لمنازل أقارب الشهيد ومن ضمنها تفجير مساكن قديمة ومغارات بحجة البحث عنه.

## العمليات العسكرية التي نُسِبت إليه
اتهمته قوات الاحتلال بالوقوف وراء كافة العمليات الاستشهادية التي نفذّها مجاهدون من كتائب الشهيد عز الدين القسام، وقالت أن مطلوبا آخر وهو الشهيد احمد عثمان بدر، والذي لا زال على قيد الحياة آنذاك، شارك معه في التخطيط والتنفيذ، كما اتهمته بالتعاون مع الشهيد علي علان قائد كتائب القسام في جنوب فلسطين، ومشاركته في التخطيط لتلك العمليات وهذه بعض العمليات التي نُسِبت للقواسمة التخطيط لها وقد نجح معظمها نجاحاً عظيماً:
- 2002/11/21: المجاهد نائل عزمي أبو هليل من بلدة بيت عوا قضاء الخليل، يفجّر نفسه داخل حافلة صهيونية في مدينة القدس، ويقتل 11 صهيوني ويصيب 46 بجروح.
- 2002/12/12: مقتل جندي ومجندة صهيونية في البلدة القديمة في الخليل وكتائب القسام تعلن مسئوليتها عن الحادث، وتعلن أن منفذ الهجوم نجح بالفرار من المكان.
- 2003/1/17: الإستشهاديان القساميان حمزة عوض القواسمي وطارق أبو اسنينة ينفذان عملية استشهادية ويقتحمان مستوطنة خارصينا ويتمكنان من قتل مستوطن متطرف وإصابة أربعة آخرين من قبل أن يستشهدا.[5]
- 2003/1/23: مقتل ثلاث جنود صهاينة بالقرب من بلدة يطا وكتائب القسام تعلن مسؤوليتها عن العملية ومنفذوا الهجوم نجحوا بالإفلات.
- 2003/3/5: مقتل 16 صهيونيا" في عملية استشهادية تنفذها كتائب القسام في انفجار حافلة في شارع موريا في القدس ومنفذ الهجوم هو الشهيد القسامي محمود عمران القواسمة.
- 2003/3/7: مقتل ثلاث مستوطنين وإصابة 4 بجروح خلال عملية اقتحام نفذها المجاهدان القساميان حازم القواسمة ومحسن عمران القواسمة من الخليل.
- 2003/3/7: مجاهدان قساميان يقتحمان مستوطنة نفاغوت جنوب الخليل وقوات الاحتلال تقتلهما قبل الدخول للمستوطنة، والشهيدان هما سفيان احريز وفادي الفاخوري.
- 2003/3/10: الاستشهادي القسامي حافظ الرجبي يهاجم عدد من جنود الاحتلال بالقرب من الحرم الإبراهيمي ويقتل أحدهم ويجرح أربعة آخرين.
- 2003/4/5: المجاهد القسامي علاء النتشة يقتحم مستوطنة كريات أربع، ولكن قوات الاحتلال تمكّنت من اكتشافه، واستشهد في اشتباك مسلح داخل المستوطنة.
- 2003/5/17: المجاهد فؤاد جواد أبو اسنينه من كتائب القسام ينفذ هجوما«استشهاديا» ويقتل مستوطن ويصيب أربعة بجروح.
- 2003/5/18: الاستشهادي باسم التكروري ومجاهد الجعبري يفجّران نفسيهما في مدينة القدس باسم بالقرب من التلّة الفرنسية ويقتل 6 صهاينة ويصيب العشرات بجروح، فيما فجّر الجعبري نفسه قبل اكتشافه من قبل جنود الاحتلال.
- 8 / 6 / 2003 : مقتل جندي صهيوني وإصابة آخر بجروح في عملية استشهادية جريئة ينفذها الاستشهاديان هما وليد اعبيدوا وعلاء الدين الفاخوري.
- 2003/6/11: مقتل 17 جندي صهيوني وإصابة 100 بجروح في عملية استشهادية تنفذها كتائب القسام، ومنفذ الهجوم هو عبد المعطي محمد صالح شبانه 19 عاما" من الخليل.

هذا وقد وضعت المخابرات الصهيونية كافة إمكانياتها لإلقاء القبض على الشهيد ومنها تحليق الطيران الصهيوني طوال الأسبوع الأخير في سماء مدينة الخليل والقرى والمحافظات التابعة لها.
وقالت مصادر في الأجهزة الأمنية الصهيونية إن قواسمة كان مسئولا عن عمليات أوقعت عشرات الإسرائيليين بين قتلى وجرحى، خلال السنة الأخيرة. ومن بين العمليات التي كان قواسمة مسئولا عنها، العملية الانتحارية التي وقعت في مدينة حيفا والتي أسفرت عن مقتل 17 إسرائيليًا، والعملية التي وقعت في التلة الفرنسية، في مدينة القدس والتي أسفرت عن مقتل سبعة إسرائيليين، والعملية الأخيرة التي وقعت في الباص رقم 14 في مدينة القدس والتي أسفرت عن مقتل 17 إسرائيليًا.
وقالت مصادر سياسية إن «قواسمة كان مصنعًا لإنتاج قنابل موقوتة». وأضافت المصادر أن الولايات المتحدة تعرفه على هذا النحو.
كان قواسمة، البالغ من العمر 43 عامًا وهو متزوج وأب لستة أطفال، من بين الأشخاص الذين أبعدتهم إسرائيل للبنان عام 1992. وبعد أن عاد إلى البلاد سجن في إسرائيل، وفي العام 1994 أفرجت عنه السلطات الإسرائيلية وعاد إلى مدينة الخليل. وفي العام 1998 اعتقلته السلطة الفلسطينية، إلا أنه عاد لمزاولة نشاطاته في حركة حماس مع بداية انتفاضة الأقصى. وكان قواسمة مسؤولا عن جمع الأموال وعن الجناح السياسي لحركة حماس. وبموازاة ذلك، قاد قواسمة قاد مجموعات مسلحة كانت مسئولة عن عمليات استشهادية داخل إسرائيل وعمليات إطلاق نار، جنوبي الضفة الغربية.
وتنسب إسرائيل لقواسمة، المسؤولية عن عملية مستوطنة «أدورة» التي وقعت في نهاية العام الماضي ونفذّها الشهيد طارق دوفش والتي أسفرت عن مقتل أربعة صهاينة، والعملية التي وقعت في مستوطنة «كرمي تسور»، شمالي الخليل والتي نفذّها الشهيد أحمد المسالمة والتي أوقعت أربعة قتلى إسرائيليين.

## اعتقال واغتيال
في تمام الساعة 9:20 دقيقة بتوقيت فلسطين حضرت قوة صهيونية خاصة تُطلق على نفسها اسم (وحدة يمام) كانت متخفّية في ثلاث سيارات عربية إلى مسجد الأنصار الذي يقع في شارع واد التفاح وسط مدينة الخليل وبحسب روايات شهود عيان فإن القوة الخاصة أطلقت النار باتجاه السيارة التي كان يستقلّها القواسمي بالقرب من المسجد بعد خروجه من صلاة العشاء أفاد الشهود أن القواسمي أُصيب بجروح ومن ثم قام أفراد القوة بإطلاق النار عليه بعد التعرّف على هويته وقد تضاربت الأنباء في البداية حيث أُعلن أن الشهيد تم اعتقاله ولم يستشهد إلا أن شهود العيان شاهدوا جثة الشهيد وهي مُلقاة على قارعة الطريق بعد أن تم سحبها وفحصها بالريمونت كنترول وبعد عملية التصفية قامت قوات صهيونية كبيرة بالحضور إلى منطقة المسجد وحاصروا العشرات من المصلّين بحجّة البحث عن المطلوب أحمد بدر الذي ادّعت سلطات الاحتلال أنه كان برفقته.